# Cardeston
Cardeston – wieś w Anglii, w hrabstwie Shropshire. Leży 10 km na zachód od miasta Shrewsbury i 232 km na północny zachód od Londynu.